# Lelijokatleja
Lelijokatleja (lat. × Laeliocattleya), hibridni rod iz porodice kaćunovki kojemu pripadaju četiri priznate vrste. Hibridi su rodova Laelia i Cattleya.

## Vrste
1. × Laeliocattleya calimaniana (L.C.Menezes) Van den Berg
2. × Laeliocattleya menezesiana Van den Berg
3. × Laeliocattleya micheliniana (Campacci) Van den Berg
4. × Laeliocattleya pernambucensis (L.C.Menezes) J.M.H.Shaw

## Vanjske poveznice
|  | Zajednički poslužitelj ima još gradiva o temi × Laeliocattleya |
|  | Wikivrste imaju podatke o taksonu × Laeliocattleya             |